# دانيال بيلشر
دانيال بيلشر (بالإنجليزية: Daniel Belcher)‏ هو مغني أوبرا ومغني أمريكي، ولد في 1950.

## وصلات خارجية
- دانيال بيلشر على موقع ميوزك برينز (الإنجليزية)
- دانيال بيلشر على موقع ديسكوغز (الإنجليزية)